# Neste Lietuva
Neste Lietuva ist ein Ölhandels-Unternehmen in Litauen, ein Tochterunternehmen von „Neste Oil Finance BV“.  Im Jahr 2012  erzielte es einen Umsatz von 660,069 Mio. Litas.

## Geschichte
Im Jahr 1991 gründete das finnische Unternehmen Neste Oil gemeinsam mit den litauischen Unternehmen „Lietuvos kuras“ (AB) und „Mažeikių nafta“ (AB) das litauisch-finnische Joint Venture „Litofinn Service“. Zwei Jahre später wurde in Vilnius das Unternehmen „Neste Oil Lt“ (UAB) gegründet. Nach dem Anschluss der „Litofinn Service“ an „Neste Oil Lt“ im Jahr 1996, wurde das Unternehmen ein Jahr später in „Neste Lietuva“ (UAB) umbenannt.